# Scheichenspitze
Il  Scheichenspitze è un monte alto 2 667 metri sul livello del mare sito in Austria nella regione della Stiria, nei monti del Dachstein.

## Geografia
Il Scheichenspitze si erge a ben tre chilometri a nord dell'abitato principale del comune di Ramsau am Dachstein. Essendo la cima più meridionale dei Monti del Dachstein, si erge direttamente sopra l'altopiano di Ramsau ed è quindi conosciuta anche come la "montagna locale" della regione. A sud, dalla Gamsfeldspitze a ovest, dalla Scheichenspitze e dall'Hohe Rams a est, si estendono tre bracci rocciosi, che racchiudono i due circhi, il "Fluder" a ovest e l'"Eiskar" a est. A sud si erge lo Scheichenkoppen ( 2 251  m s.l.m. ), un'anticima della Scheichenspitze. La grande croce sulla vetta fu consacrata il 15 agosto 1931.

## Accesso
Il modo più semplice per scalare la Scheichenspitze è attraverso un sentiero alpino segnalato che parte dal Landfriedsattel a nord.
La via ferrata di Ramsau, costruita nel 1986, è decisamente più impegnativa. Si snoda in direzione est-ovest dalla Gruberscharte all'Hohe Rams e poi lungo la lunga cresta sopra la Scheichenspitze, lo Schmiedstock e l' Hoher Gamsfeldspitz fino all'Edelgrießhöhe. A causa della sua posizione alpina elevata, del percorso impegnativo e della lunghezza della salita, questa è un'impresa da non sottovalutare e non è adatta ad alpinisti inesperti e a chi soffre di vertigini.
La salita dal Guttenberghaus, 2 chilometri a est della vetta, dura dalle 2 alle 2,5 ore.